# 北港村 (香港)

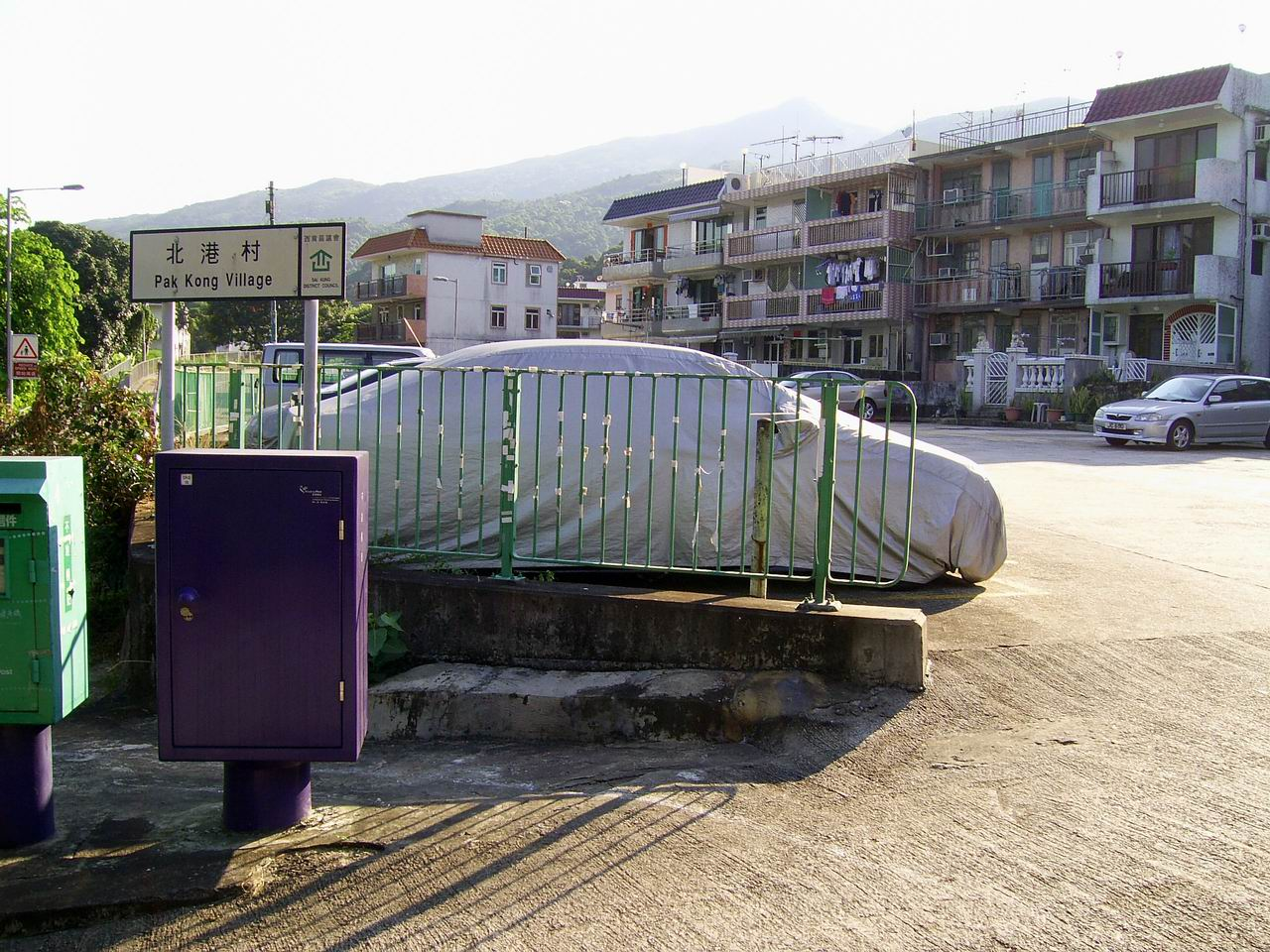
北港村

北港村（英文：Pak Kong Village）位於香港西貢市之西，背枕昂平高地及鹿槽凹山，面向白沙灣及白沙灣半島，是一條立村300多年的原居民客家村落，在1960年代以前與蠔涌及沙角尾並稱西貢三大農業區，亦是區內少數非客家語村莊之一，村民以源自畲语的「本地話」溝通。

## 歷史

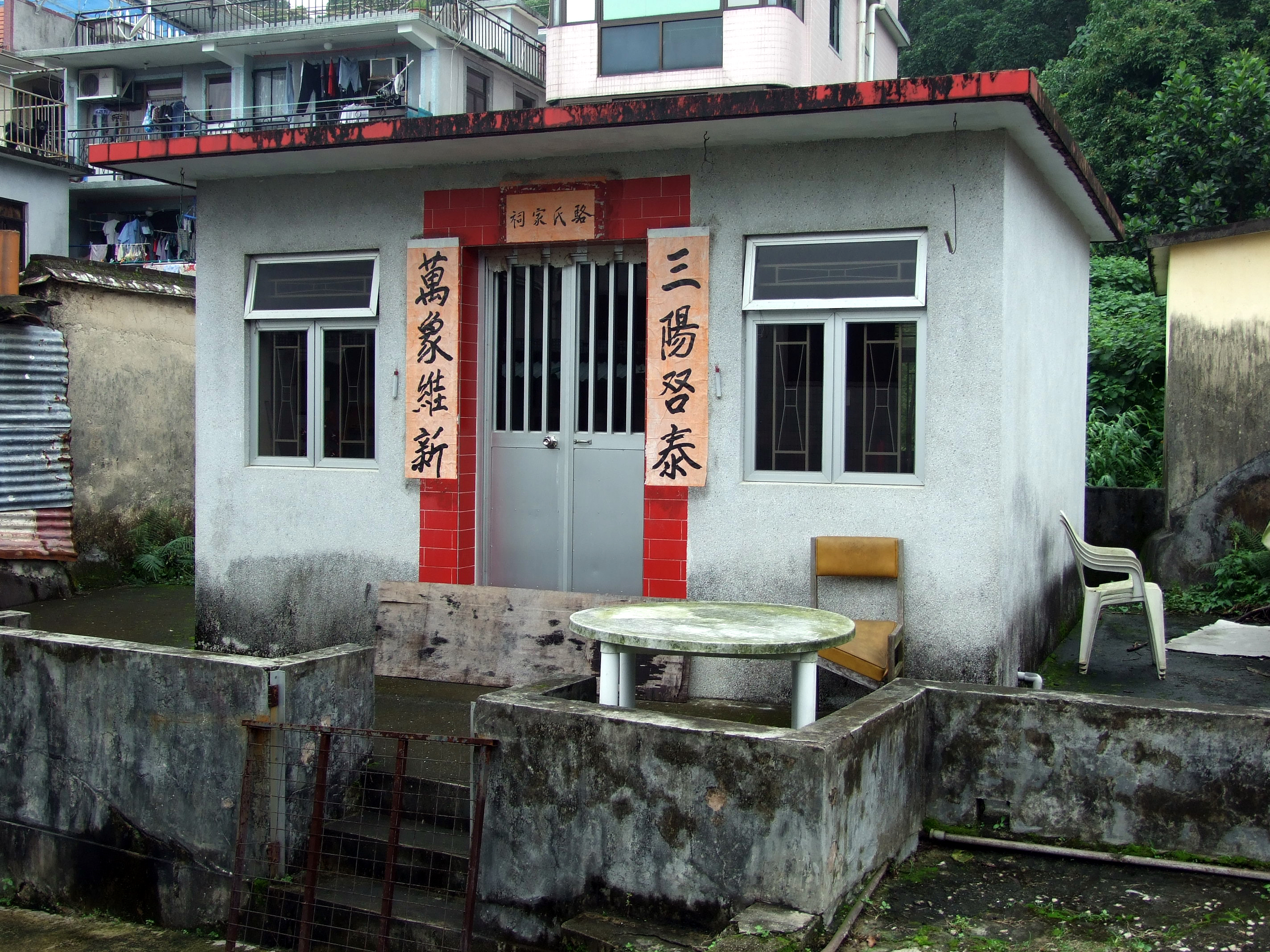
駱氏家祠

北港駱氏族人原為姜太公後人，在宋朝高宗時曾經當官，宦遊廣東，居於東莞新涌，開基立業。其後遷居津埔筋竹岡鄉，駱維紳為津埔筋竹岡鄉駱族十五世祖，後為北港村開基祖。300多年前，駱氏兄弟維碧、維茂、維紳公三人，從新涌遷居新安，長兄維碧在南頭白石村定居，二兄維茂在上水雙魚水口蕉徑村立村，而三弟維紳則落籍西貢北港村，初到時已有莫氏村民定居，故先在村側與莫氏隔圍籬居住，娶韋氏為妻，誕下五子而告開枝散葉。駱氏落籍不久，李氏族人亦抵達定居。而莫氏反而輾轉搬遷到瀝源大圍村。

### 現況
北港村現有居民約400多人，是西貢區內大村之一，村民分姓駱、鄭、李、梁、劉等，以駱姓最多。村屋主要為新建的三層建築。村前的北港路連接西貢公路，交通方便。
位於北港村西南的狐狸頭村在新界鄉議局的《新界原有鄉村名冊》（供諮詢稿）中亦隸屬北港村，但在菠蘿輋上的北港凹則行政獨立。

## 特色建築

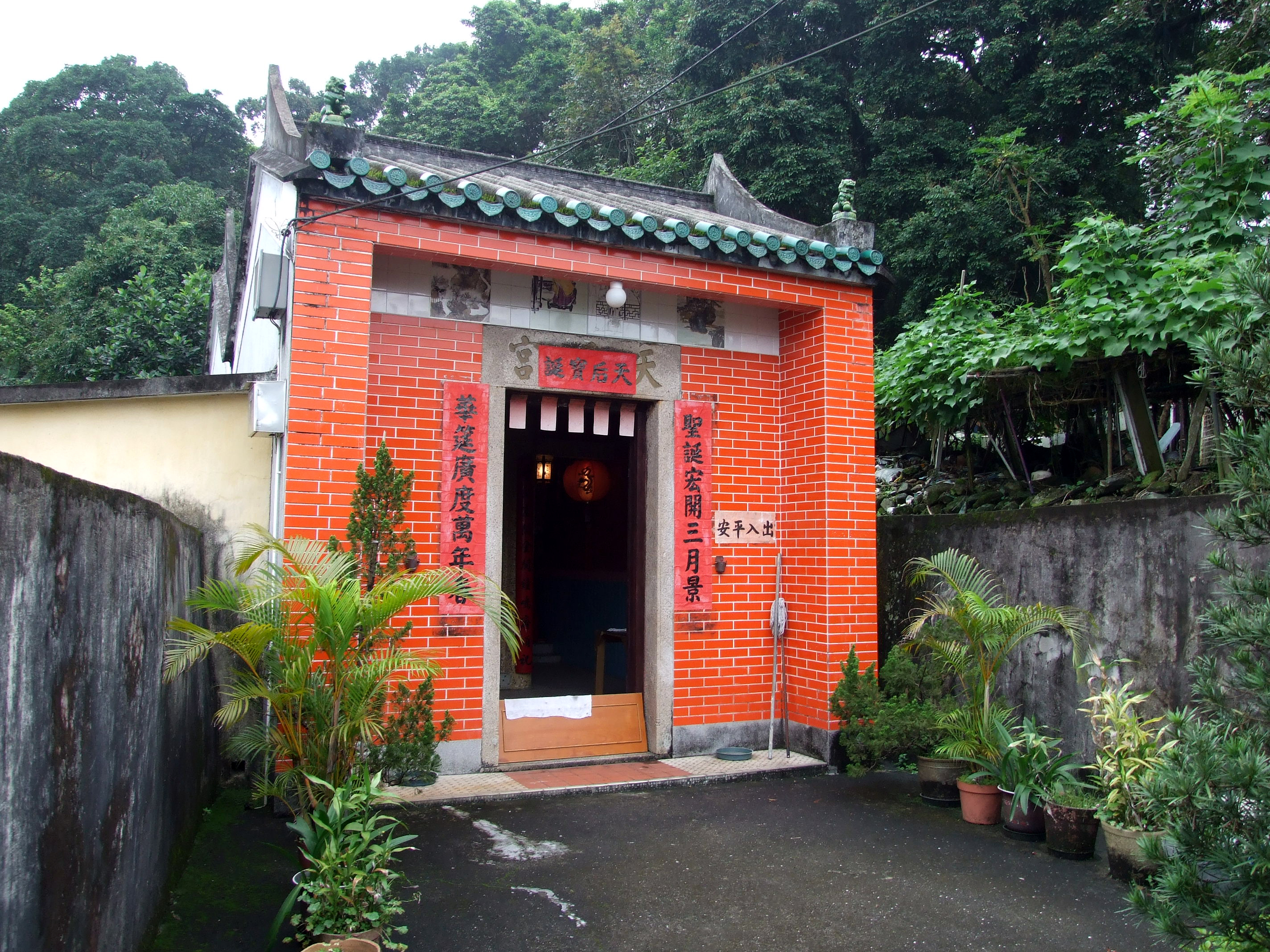
天后宮

在村後風水林下建有天后宮。而村前有三棵風水古樹，樹下建有大王爺神壇，保障合村平安。旁為北港村公所及青少年康樂中心。
在村前建有水務署北港濾水廠，於1989年開始運作，第二期擴建工程於1992年完工，日產量80萬立方米，是香港第二大濾水廠。

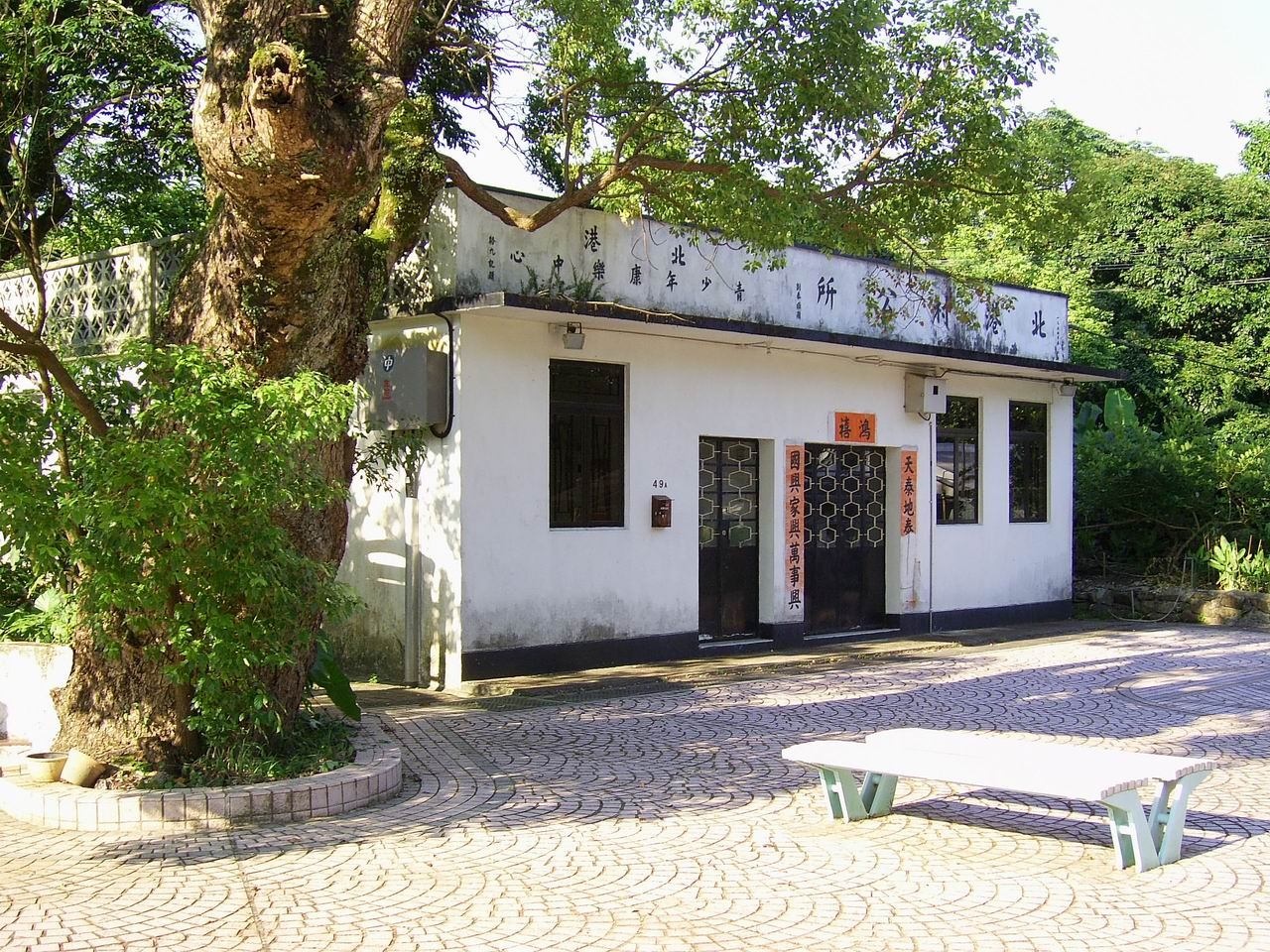
村公所
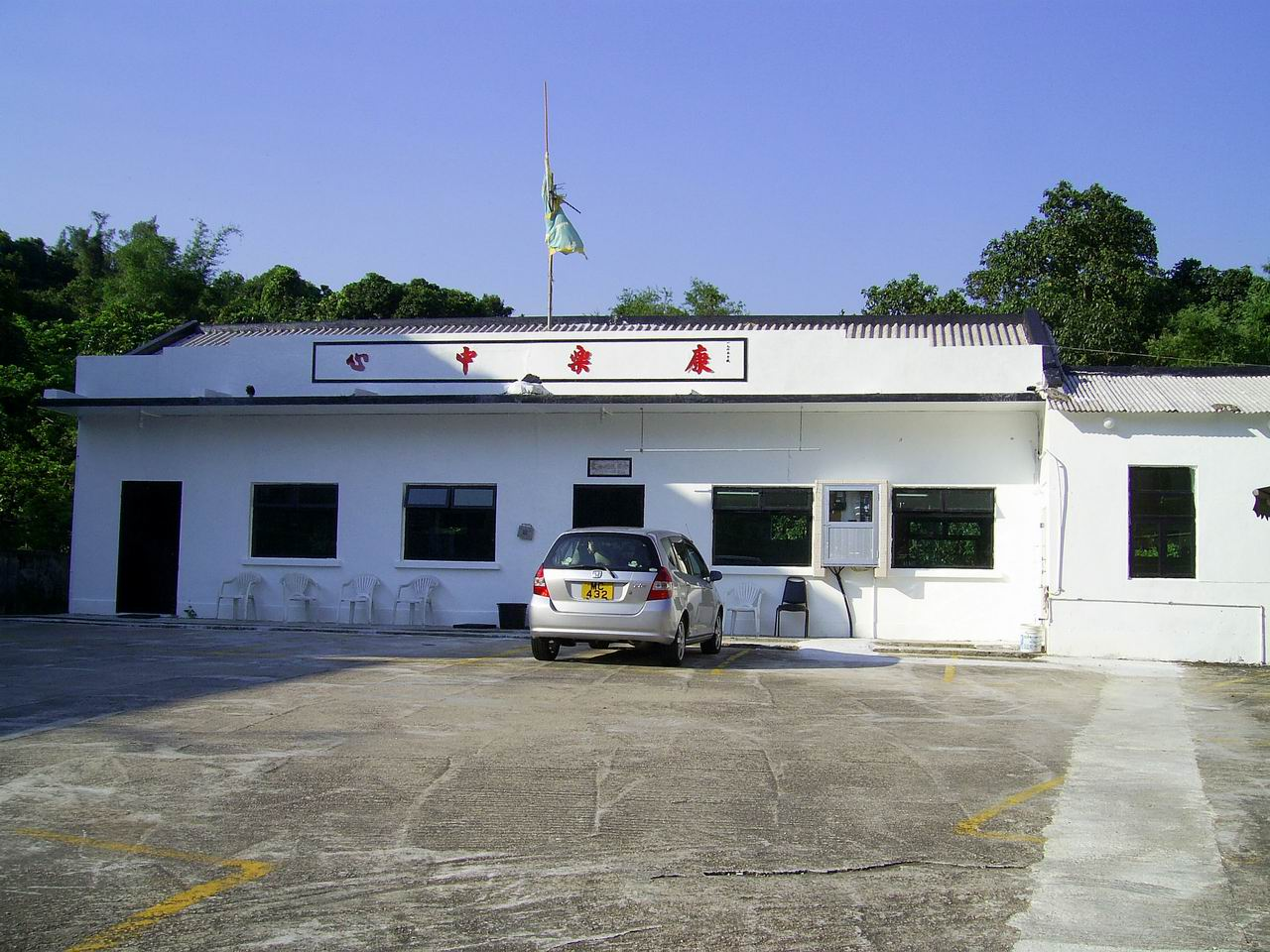
康樂中心
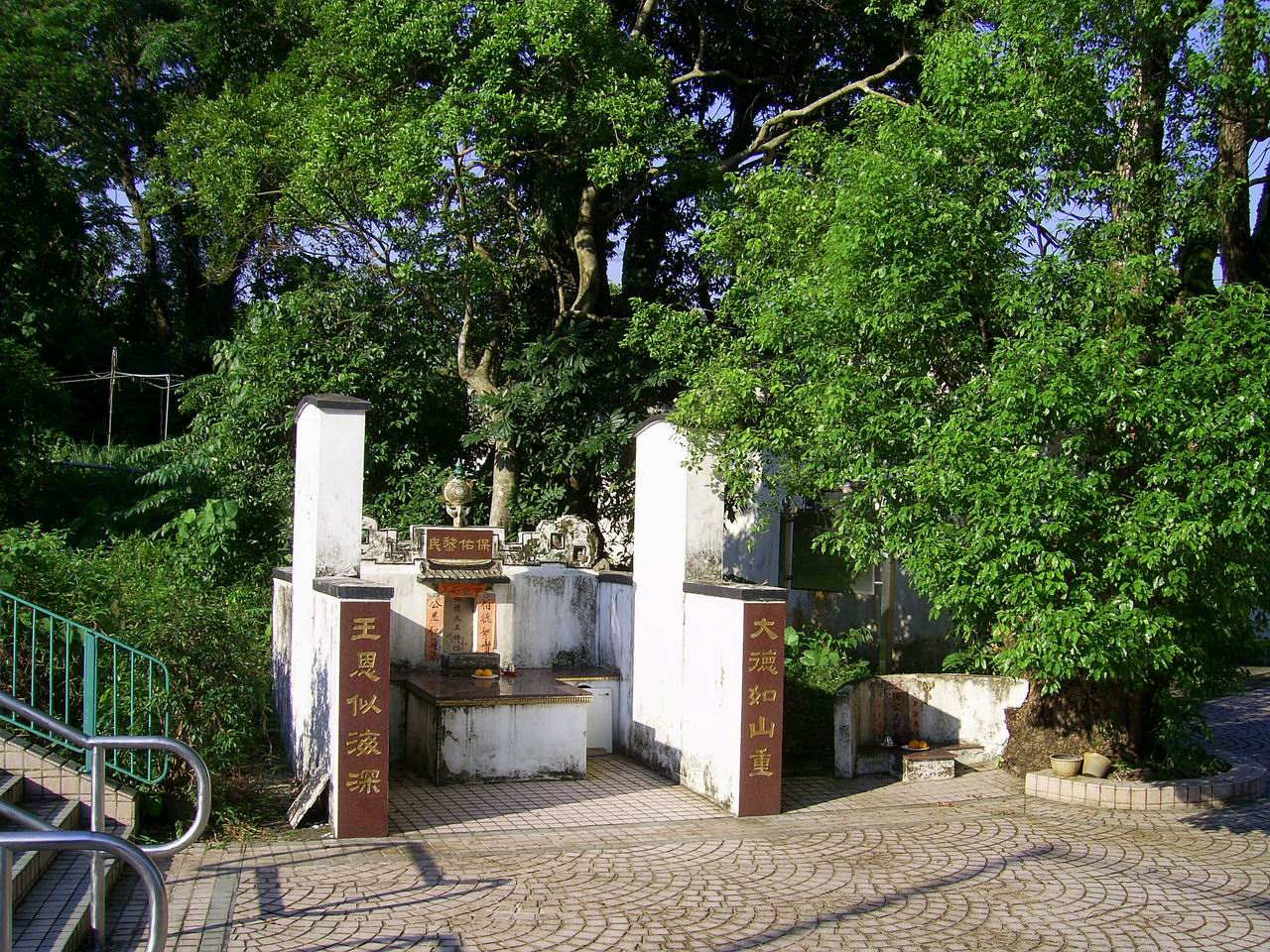
大王爺神壇
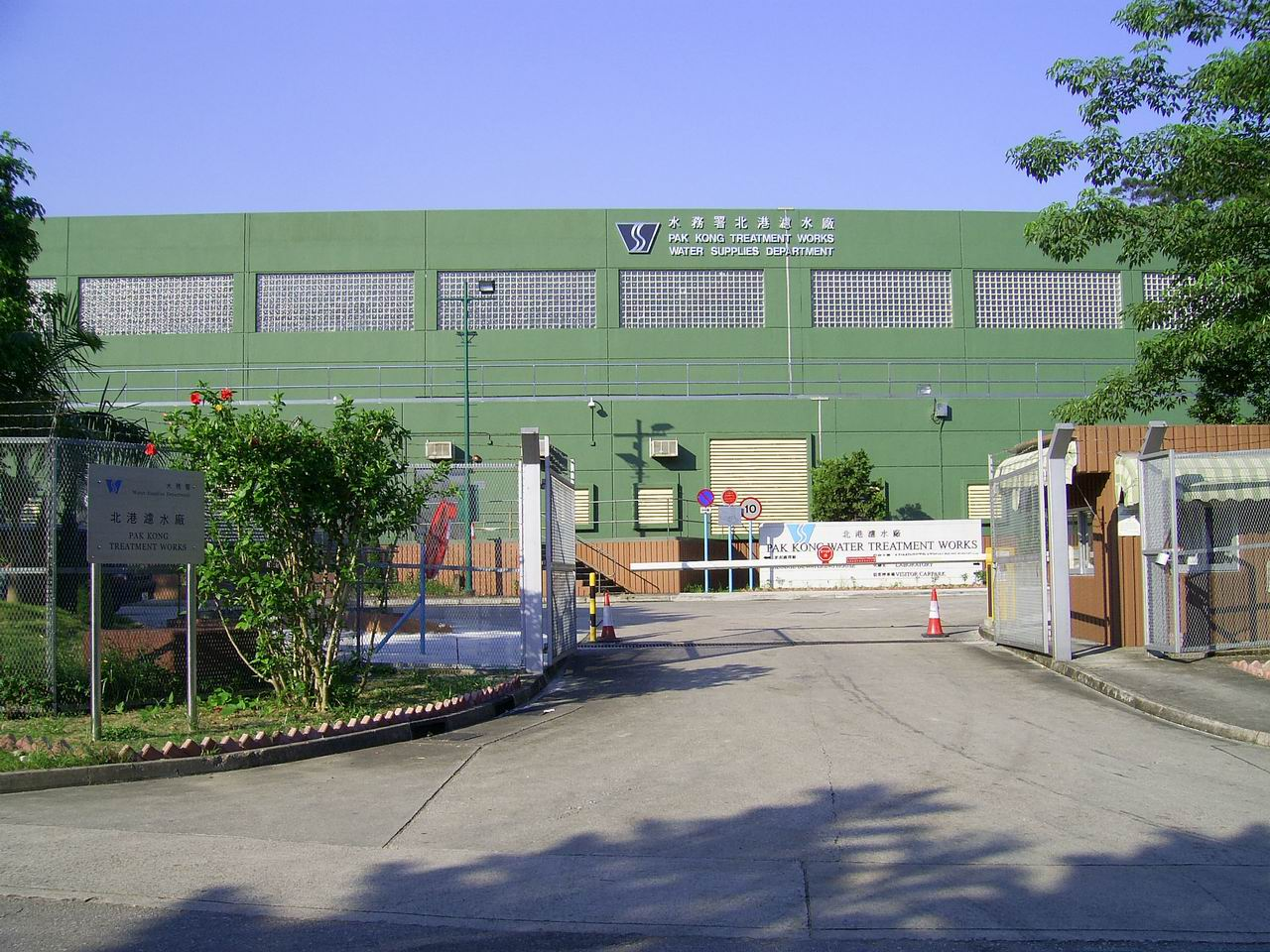
北港濾水廠

## 北港古徑
茅坪北港古徑全長約1.5公里，沿山澗小溪而走，以單行並偶以雙行排列，歷史可能超過百年以上，其終點從北港，中段途經已廢棄之茅坪古村落，可直達馬鞍山梅子林，是昔日村民往來墟鎮的主要通道捷徑，該古道現改名為梅子林北港古徑。

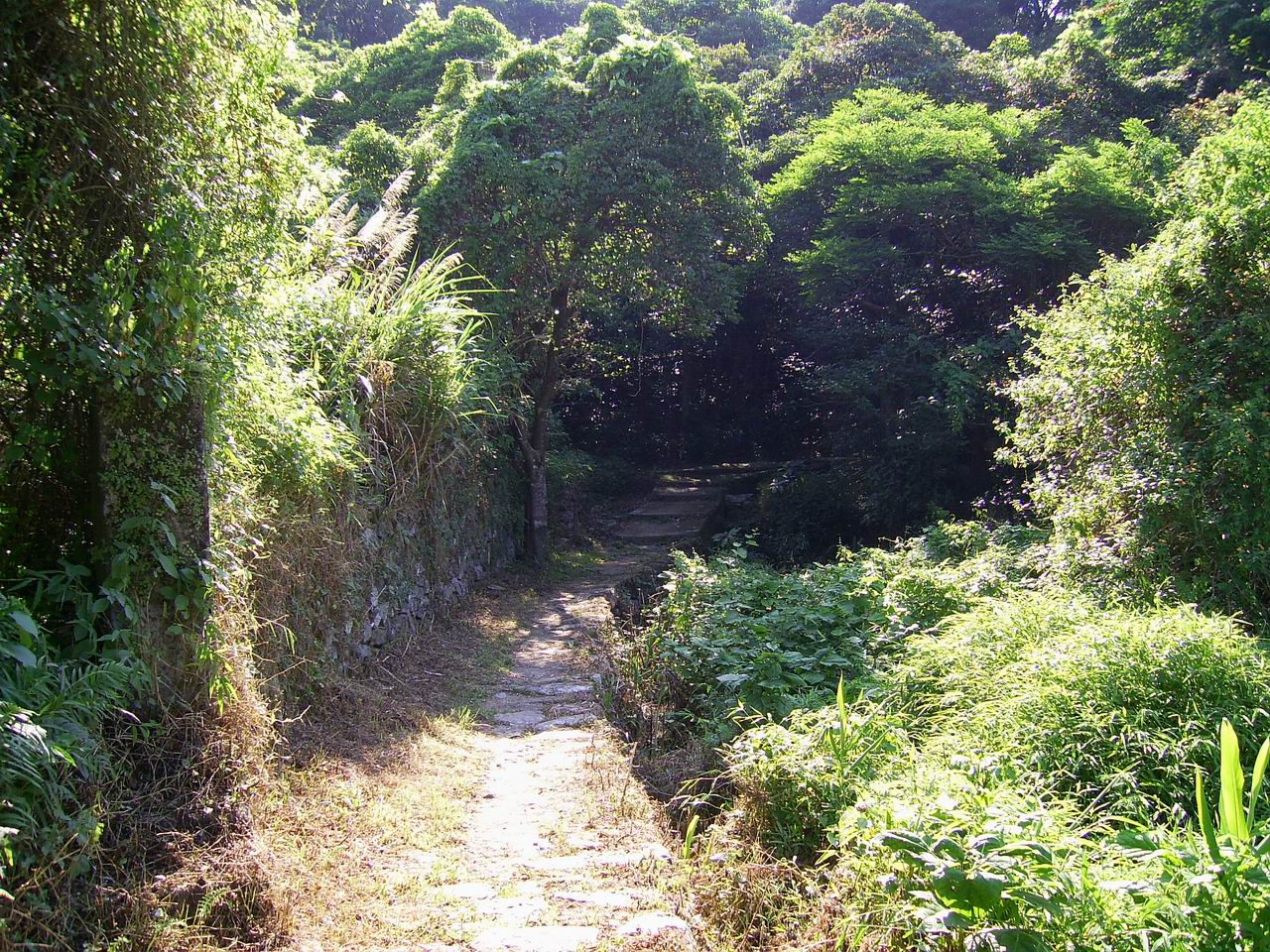
梅子林北港古徑
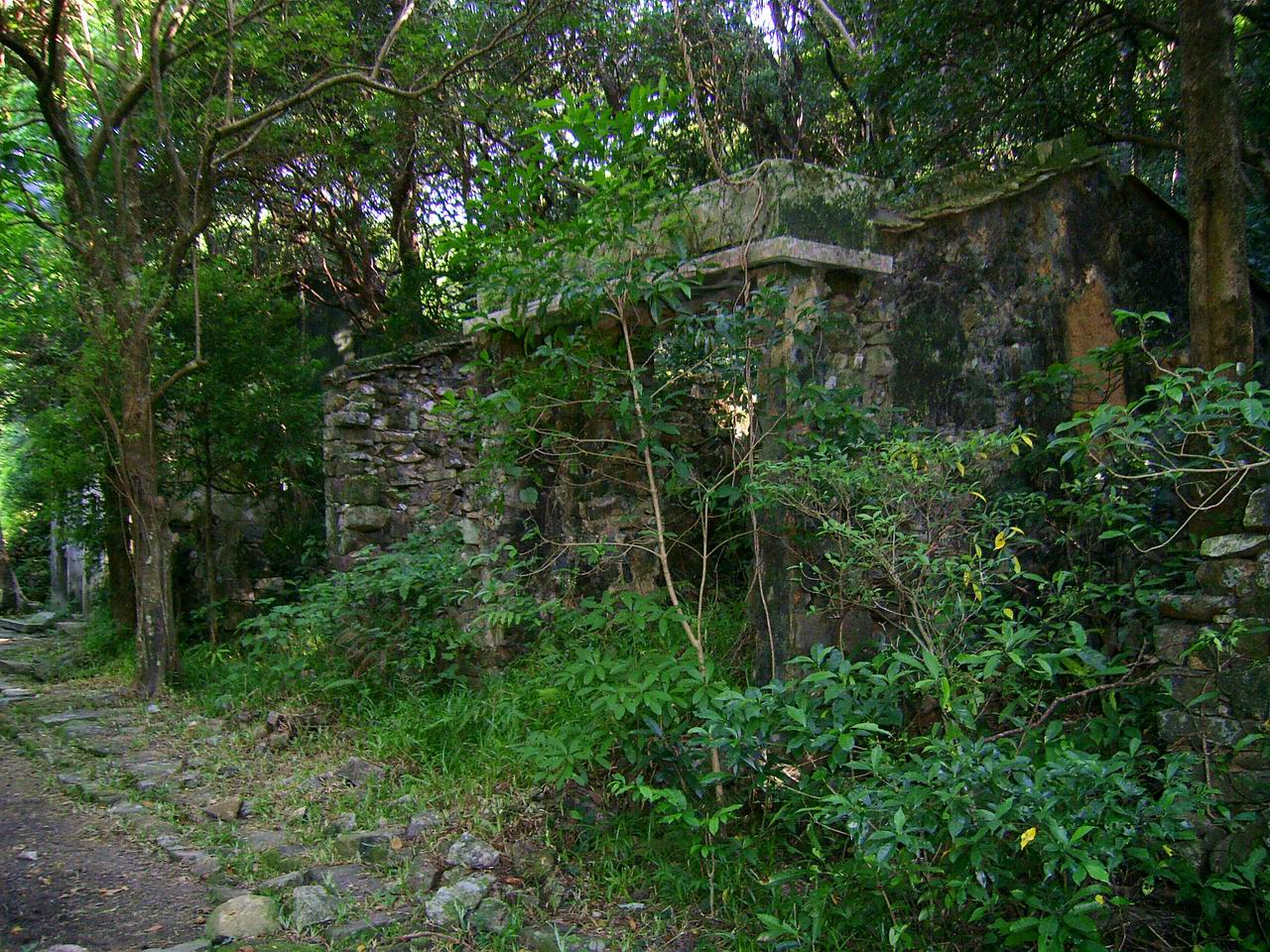
茅坪廢村
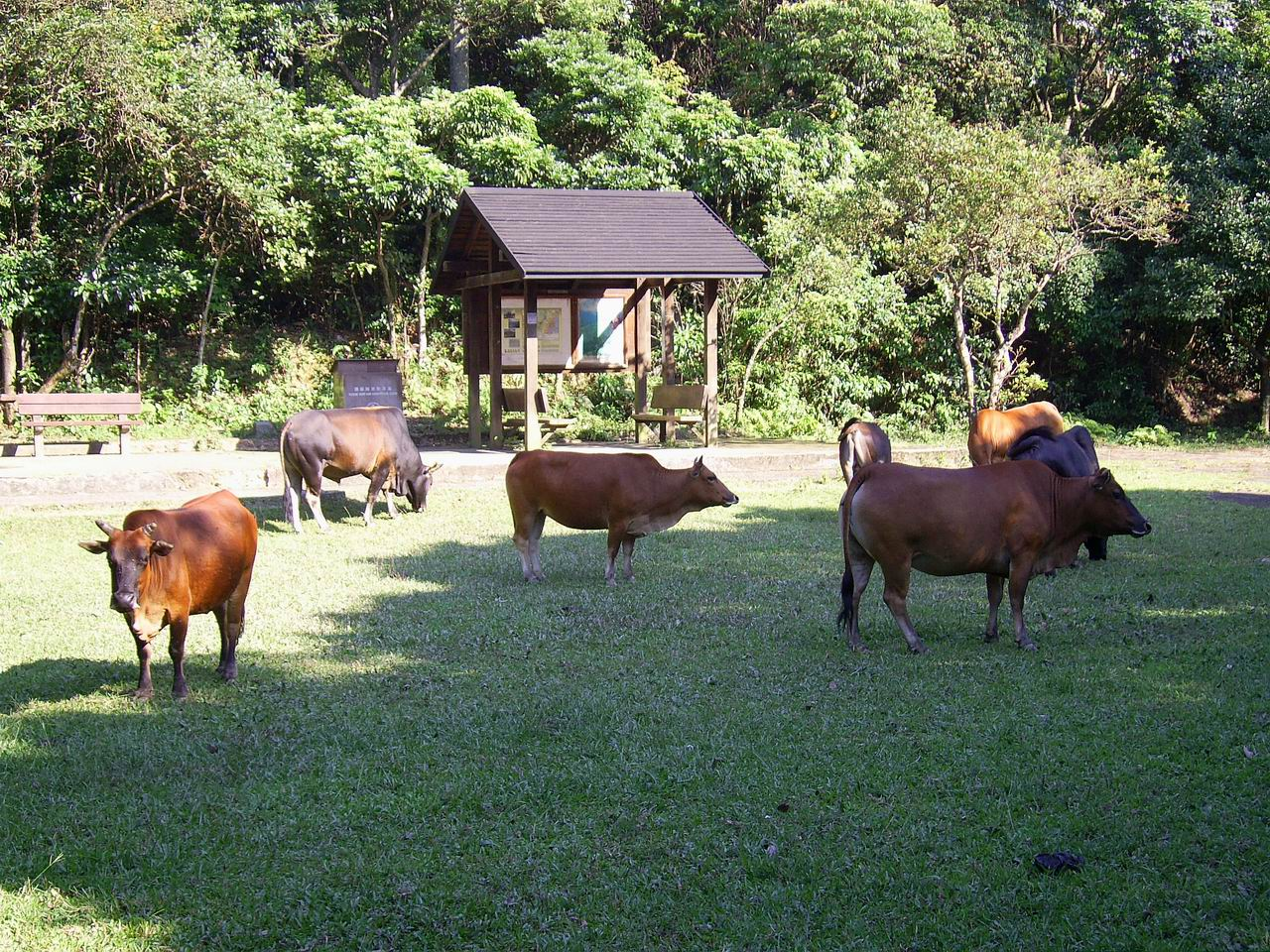
茅坪
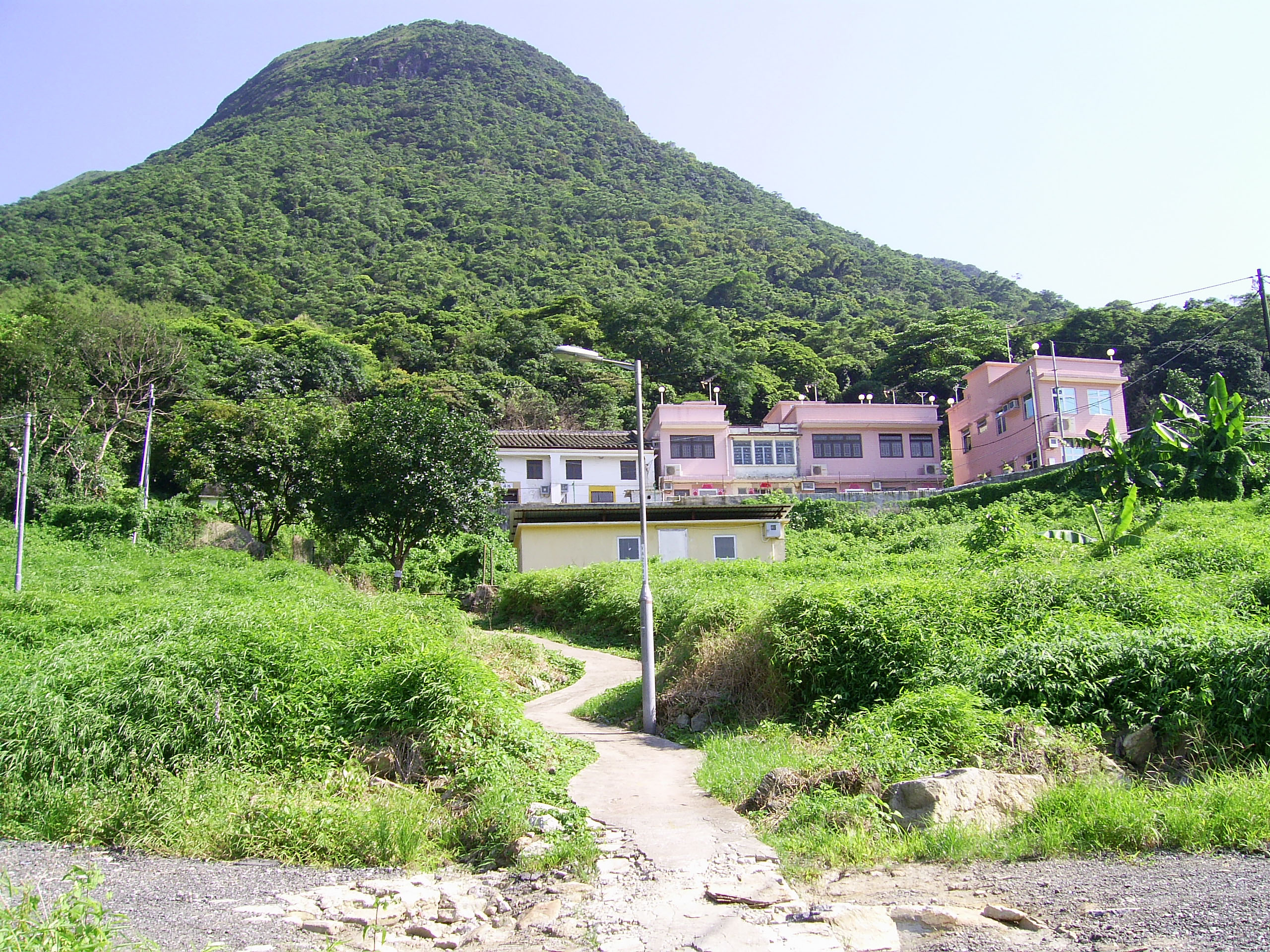
梅子林村

## 區議會議席分佈
北港人口不多，當局以菠蘿輋路將沿線居民劃入白沙灣選區及西貢離島選區，而北港則屬於白沙灣選區。
| 年度/範圍 | 2000-2003  | 2004-2007  | 2008-2011  | 2012-2015  | 2016-2019  | 2020-2023  |
| --------- | ---------- | ---------- | ---------- | ---------- | ---------- | ---------- |
| 北港全村  | 白沙灣選區 | 白沙灣選區 | 白沙灣選區 | 白沙灣選區 | 白沙灣選區 | 白沙灣選區 |

註：以上主要範圍尚有其他細微調整（包括編號），請參閱有關區議會選舉選區分界地圖及條目。

## 外部連結
- 康文署行山樂：西貢－女婆逐鹿到北港